# Glyphuroplata uniformis
Glyphuroplata uniformis là một loài bọ cánh cứng trong họ Chrysomelidae. Loài này được Smith miêu tả khoa học năm 1885.